# Willie Roaf
William Layton Roaf (* 18. April 1970 in Pine Bluff, Arkansas) ist ein ehemaliger American-Football-Spieler auf der Position des Offensive Tackles. Er spielte von 1993 bis 2005 für die New Orleans Saints und die Kansas City Chiefs in der National Football League (NFL).

## College-Karriere
Roaf spielte auf der Highschool sowohl Basketball als auch Football. Nachdem er in mehrere Football-Auswahlteams berufen wurde, rekrutierte ihn die Louisiana Tech University für ihr Footballteam. Hier spielte er von 1989 bis 1992. In seiner letzten Saison war er einer der Finalisten der Outland Trophy, die jährlich an den besten Offensive- oder Defensive-Line-Spieler im College Football vergeben wird. Außerdem wurde er in diesem Jahr in die All American Auswahl berufen.

## NFL-Karriere
Wegen seiner sportlichen Erfolge, seiner Schnelligkeit trotz seiner Körpergröße und seiner guten Fähigkeit zu blocken wurde er 1993 in der ersten Runde des NFL Draft von den New Orleans Saints ausgewählt. Roaf spielte neun Jahre für die Saints und wurde in dieser Zeit sieben Mal in den Pro Bowl gewählt. Nach einer Verletzung in der Saison 2001 wurde er im März 2002 zu den Kansas City Chiefs getauscht. Bis zu seinem Rücktritt vom aktiven Profisport im Jahr 2005 wurde er vier weitere Male für den Pro Bowl nominiert.

## Auszeichnungen und Ehrungen
Insgesamt wurde Roaf in 13 Jahren elf Mal in den Pro Bowl und neun Mal in das All Pro Team berufen. Er ist Mitglied im National Football League 1990s All-Decade Team und dem National Football League 2000s All-Decade Team sowie der Hall of Fame von Arkansas, der von Louisiana und der der New Orleans Saints. 2012 wurde er in die Pro Football Hall of Fame aufgenommen. 2014 wurde er in die College Football Hall of Fame aufgenommen.

## Privates
Roafs Mutter, Andree Layton Roaf, war eine erfolgreiche Juristin die mehrere Ehrungen erhielt. Sie war auch die erste Afroamerikanerin, die an den Obersten Gerichtshof von Arkansas berufen wurde. Roafs Vater war Zahnarzt.
2009 arbeitete Roaf am Santa Monica Junior College in Kalifornien als Trainer für die Offensive Line.